# Пружанский палацик
Пружанский палацик (бел.  Пружанскі палацык) — музей-усадьба в городе Пружаны Брестской области Республики Беларусь. Памятник усадебно-парковой архитектуры республиканского значения.
Построен в середине XIX века по проекту итальянского архитектора Франциско Мария Ланци в стиле неоренессанса. В ансамбль усадьбы входят каменный дом, два каменных флигеля и парк площадью 13 га. Имеется пруд с каналами.
С начала XIX века усадьба находилась во владении семьи Швыковских (откуда её второе название — усадьба Швыковских). Современный вид усадьба получила при Валентии Швыковском, в 1854 году выбранном предводителем дворянства Пружанского уезда. После Октябрьской революции конфискована советским правительством.
В 1998 году в усадьбе проведена реставрация. В 2016 году музей-усадьбу посетили 8,2 тыс. человек. 

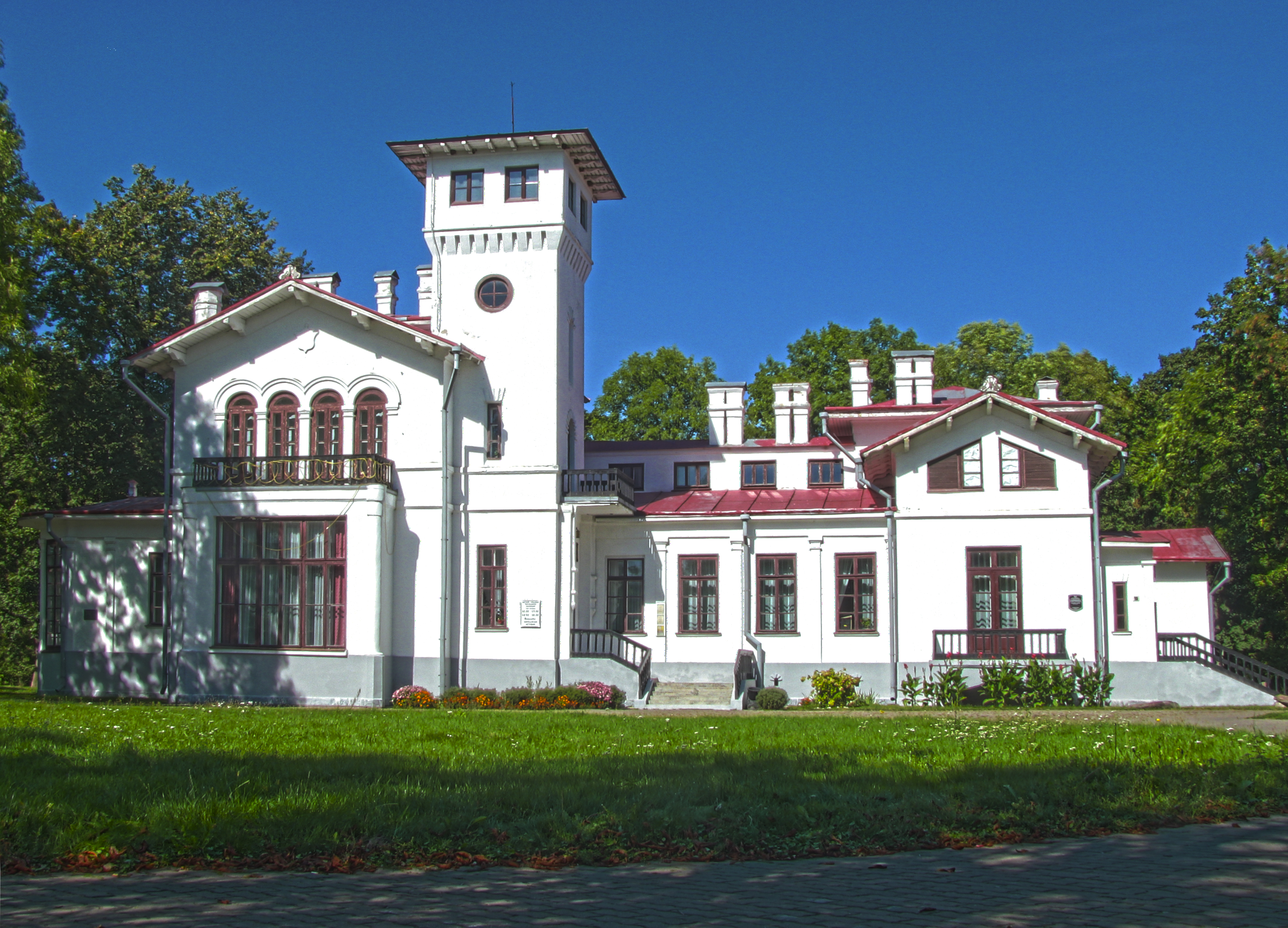
Пружанский палацик летом